# Banco de Venezuela
Banco de Venezuela est une banque universelle située au Venezuela. Elle était le leader de ce secteur jusqu'en 2007, mais est tombée depuis à la quatrième place après Banesco, Banco Mercantil et BBVA Banco Provincial avec 11,3 % du marché des dépôts. En juin 2008, elle avait 285 implantations au Venezuela.

## Histoire
La banque est fondée en 1883 sous le nom de Banco Comercial. Elle change de nom pour Banco de Venezuela le 2 septembre 1890. En 1920, la banque possède 10 implantations dans le pays, et grâce à l'absence de banque centrale dans le pays, elle obtient la possibilité avec 5 autres institutions d'imprimer des billets de banque jusqu'en 1940, date de la création de Banco Central de Venezuela.
En 1976, la banque inaugure sa 100e implantation. Respectivement en 1977 et en 1979, la banque ouvre des filiales à New York et à Curaçao, et crée en 1981, une filiale Banco de Venezuela International pour regrouper ses activités extérieures. En 1984, la banque inaugure un nouveau siège social dans le centre-ville de Caracas.
En 1993, la banque est rachetée par Banco Consolidado pour former Banco de Venezuela y Consolidado. Cependant Banco Consolidado connaît rapidement des difficultés et pendant la crise bancaire de 1994 que connait le pays, fait faillite. Le gouvernement vénézuélien rachète alors la majorité du capital de Banco de Venezuela pour 294 millions de dollars américains.
La banque est privatisée en 1996, et le groupe Santander achète 93,38 % de la banque pour 350 millions de dollars américains. En 2000, Banco de Venezuela achète Banco Caracas et devient la plus grande banque du pays.
En juin 2008, le groupe Santander, se dit intéressé par une possible vente de sa filiale, mais le gouvernement vénézuélien s'y oppose. Cependant en mai 2009, un achat est convenu et Santander vend à l'État vénézuélien, Banco de Venezuela pour 1,05 milliard de dollars américains.

## Source
- (en) Cet article est partiellement ou en totalité issu de l’article de Wikipédia en anglais intitulé « Banco de Venezuela » (voir la liste des auteurs).